# Vassili Pitchoul
Vassili Pitchoul est un réalisateur soviétique et russe né le 15 juin 1961 à Jdanov (aujourd'hui Marioupol) en RSS d'Ukraine et décédé le 26 juillet 2015 à Moscou.

## Biographie
Vassili Pitchoul étudie à l'institut de la cinématographie S.A. Guerassimov (VGIK), dont il sort diplômé en 1983. 
Il est l'auteur du film La Petite Véra, tourné dans sa ville natale de Zhdanov (aujourd'hui Mariupol) qui connut un grand succès en URSS à sa sortie en 1988.
Il est également connu pour être l'auteur de programmes télévisions populaires, comme Les Marionnettes, Mult' Lichnosti, ou encore le téléfilm Starye pesni o glavnom 3. 
ll réalise de nombreuses émissions pour la chaîne NTV, comme La troisième mi-temps, ou le sapin de NTV. 
Vassili Pitchoul était membre de la direction du Gorki Film Studio.
Il décède le 26 juillet 2015 d'un cancer des poumons.

## Filmographie
- 1988 : La Petite Véra
- 1989 : Oh qu'elles sont noires les nuits sur la mer Noire ! (V gorode Sochi temnye nochi)
- 1993 : Mechty idiota
- 1999 : Un ciel parsemé de diamants
- 2006 : Kinofestival, ili Portveyn Eyzenshteyna